# Clinocera subplectrum
Clinocera subplectrum är en tvåvingeart som beskrevs av Vaillant och Gilles Vincon 1987. Clinocera subplectrum ingår i släktet Clinocera och familjen dansflugor.
Artens utbredningsområde är Frankrike. Inga underarter finns listade i Catalogue of Life.